# Franz Heinrich Költzsch

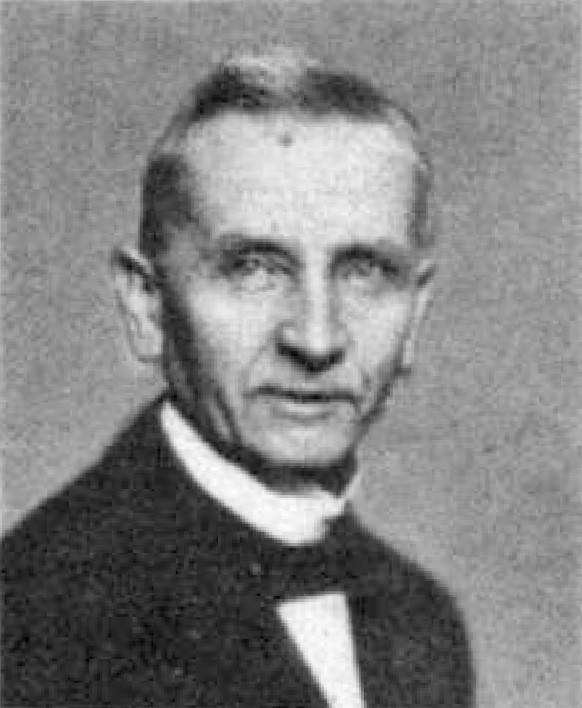
Franz Heinrich Költzsch

Franz Heinrich Költzsch (* 13. September 1861 in Plauen; † 1. Juni 1927 in Dresden) war ein deutscher lutherischer Geistlicher und Politiker der DNVP.

## Leben und Beruf
Nach dem Abitur auf dem Gymnasium in Plauen studierte Költzsch von 1881 bis 1884 in Leipzig evangelische Theologie. Er schloss sich während des Studiums der dortigen Lausitzer Prediger-Gesellschaft, der nachmaligen freien Verbindung und dann Landsmannschaft Sorabia, an. Von 1884 bis 1887 arbeitete er als Oberlehrer am Staatsgymnasium Leipzig und am Gymnasium Zwickau. Von 1887 bis 1889 war er Domdiakon in Freiberg. Er wurde 1889 in Leipzig zum Doktor der Philosophie promoviert und arbeitete anschließend bis 1902 als Diakon an der Dresdner Kreuzkirche. 1902 wurde er zum Pfarrer der evangelisch-lutherischen Kirche geweiht. Zunächst war er bis 1910 an St. Jacobi in Chemnitz und dann ein Jahr an der Dreikönigskirche in Dresden tätig. 1911 wechselte er als Superintendent an die Dresdner Kreuzkirche zurück und wurde gleichzeitig zum Oberkonsistorialrat berufen.

## Abgeordneter
Költzsch gehörte 1919/20 der Weimarer Nationalversammlung an. Dort sprach er sich am 16. Juli 1919 aus theologischen Gründen für die Beibehaltung der Todesstrafe aus. Wer Menschenblut vergösse, dessen Blut solle auch durch Menschen vergossen werden, so fordere bereits die Bibel. Am selben Tage sprach er sich dafür aus, die Bevölkerung durch eine verfassungsgesetzliche Regelung vor „Schmutz- und Schundliteratur“ zu schützen.